# Meghna Gulzar
Meghna Gulzar (Bombay, India; 13 de diciembre de 1973) es una escritora, directora y productora de cine india. En 2008 fue galardonada con el Premio Filmfare al Mejor Director por Raazi.

## Biografía
Hija del escritor Gulzar y de la ex actriz Raakhee, Meghna Gulzar nació el 13 de diciembre de 1973 en Maharashtra, Bombay. Su madre la llamó Meghna, en honor al río Meghna en la actual Bangladés.
Comenzó su carrera como escritora independiente para The Times of India y la publicación de NFDC Cinema in India. Su poesía fue publicada en antologías de la Sociedad de Poesía de la India. Después de graduarse en Sociología, trabajó como asistente de dirección con el cineasta Saeed Akhtar Mirza. En 1995, completó un curso corto de realización cinematográfica en la Tisch School of the Arts de la Universidad de Nueva York. A su regreso, trabajó con su padre, el escritor y director Gulzar, como asistente en sus películas Maachis y Hu Tu Tu. Simultáneamente comenzó a escribir el guion de su propia película y a dirigir documentales para Doordarshan y vídeos musicales para varios álbumes musicales.
En 2002, dirigió su primera película, Filhaal, protagonizada por la ex Miss Universo convertida en actriz Sushmita Sen y por Tabu. Su segunda aventura como directora fue Just Married en 2007. También dirigió un cortometraje, Pooranmasi, para la antología Dus Kahaniyaan de Sanjay Gupta, protagonizada por Amrita Singh.
En 2015, dirigió el thriller dramático Talvar, escrito por Vishal Bhardwaj y basado en el caso de doble asesinato de Noida de 2008. La película fue protagonizada por Irrfan Khan, Konkona Sen Sharma y Neeraj Kabi en los papeles principales. Le valió a Gulzar su primera nominación al premio Filmfare al mejor director.
En 2018 dirigió el thriller de espías Raazi. Producida por Junglee Pictures y Dharma Productions, fue protagonizada por Alia Bhatt y Vicky Kaushal. La película está basada en la novela Calling Sehmat de Harinder Sikka. Raazi ganó el premio Filmfare a la mejor película y le valió a Gulzar el premio Filmfare al mejor director por su trabajo.
En 2020 realizó una película biográfica sobre la vida de la sobreviviente del ataque con ácido Laxmi Agarwal, a la que llamó Chhapaak, (2020) que trata sobre Malti, una sobreviviente del ataque con ácido inspirada en Agarwal. La película presentó a Deepika Padukone como Malti y fue estrenada el 10 de enero de 2020.
Dirigió la vida del oficial militar Sam Manekshaw en una película biográfica protagonizada por Kaushal como Manekshaw y producida por Ronnie Screwvala. La película titulada Sam Bahadur se estrenó en diciembre de 2023.

## Filmografía
| Año  | Título         | Dirección | Argumento | Guion | Notas |
| ---- | -------------- | --------- | --------- | ----- | --- |
| 1999 | Hu Tu Tu       |           |           | Sí    | |
| 2002 | Filhaal...     | Sí        | Sí        |       | [ 11 ] |
| 2007 | Just Married   | Sí        | Sí        | Sí    | |
| 2007 | Dus Kahaniyaan | Sí        |           |       | Segmento: Puranmaashi |
| 2015 | Talvar         | Sí        |           |       | Nominada al Premio Filmfare al Mejor Director                                                                                                 |
| 2018 | Raazi          | Sí        |           | Sí    | Premio Filmfare al Mejor Director Nominada al Premio Filmfare de la Crítica por la Mejor Película Nominada al Premio Filmfare por Mejor Guion |
| 2020 | Chhapaak       | Sí        |           | Sí    | |
| 2023 | Sam Bahadur    | Sí        |           | Sí    | [ 12 ] |